# Capture One
Capture One, bzw. Capture One Pro, ist eine kommerzielle Bildbearbeitung-Software zur Bearbeitung, Konvertierung und Verwaltung von Bildern im Rohdatenformat (Raw) bzw. ein Raw-Konverter. Es wurde ursprünglich von dem Kamerahersteller Phase One entwickelt und richtete sich ursprünglich in erster Linie an Fotografen, die mit hochwertigen Kameras – vor allem Mittelformatkameras aus dem eigenen Haus – fotografieren, wurde jedoch zunehmend für ein breiteres Publikum weiterentwickelt.

## Versionsgeschichte
Die erste Version von Capture One wurde noch als Portrait One bezeichnet; sie erschien Mitte der 2000er Jahre. Nachdem die Nachfolgeversion zunächst in Lightphase Capture umbenannt wurde, folgte ab der Versionsnummer 2.7 der heute noch gebräuchliche Name Capture One.
Weitere (Haupt)-Versionen erschienen chronologisch sortiert wie folgt:
- Capture One Ver. 4, Dezember 2007, im Oktober 2008 die Pro-Variante[7]
- Capture One Ver. 5, Oktober 2009[8]
- Capture One Ver. 6, Dezember 2010[9]
- Capture One Ver. 7, November 2012, am 28. November 2012 Ver. 7.0.1[10]
- Capture One Ver. 8, 16. September 2014[11]
- Capture One Ver. 9, 30. November 2015[12]
- Capture One Ver. 10, 1. Dezember 2016[13]
- Capture One Ver. 11, 30. November 2017
- Capture One Ver. 12, 29. November 2018
- Capture One Ver. 12 für Studenten, 8. August 2019
- Capture One Ver. 20, 4. Dezember 2019
- Capture One Ver. 20, Ver. 13.1.0, 7. Mai 2020
- Capture One Ver. 21, Ver. 14.0.0. 8. Dezember 2020
- Capture One Ver. 22, 9. Dezember 2021
- Capture One Ver. 23, 8. November 2022
- Capture One Pro 16, 25. November 2023

## Funktionsumfang
Capture One war eines der ersten Programme, die das Tethered Shooting, also sogenanntes kabelgebundenes Fotografieren, unterstützten. Dadurch ist es möglich, die Kamera vom Computer aus zu steuern oder aber die Bilder statt auf eine Speicherkarte direkt auf die Festplatte des Computers zu übertragen.
Das für die Betriebssysteme macOS und Windows verfügbare Programm ist in den Sprachen chinesisch (vereinfacht), tschechisch, englisch, französisch, deutsch, italienisch, japanisch, koreanisch, spanisch und schwedisch erhältlich.
Neben der Raw-Konvertierung bietet Capture One auch die Möglichkeiten der Bildverarbeitung. Diese findet in der Regel für die bessere Bildqualität schon auf Basis der Raw-Daten aus der Kamera statt, kann aber auch auf jpg-, tiff-, png- sowie psd-Daten erfolgen. Die Bildbearbeitung ist zudem nicht destruktiv, d. h., die originale Datei bleibt grundsätzlich unverändert. Ebenso werden die Metadaten ausschließlich in die entsprechende Filialdatei geschrieben.
In Capture One ist ein Werkzeug enthalten, mithilfe dessen aus einer Raw-Datei ein Hochkontrastbild (HDR) angefertigt werden kann. Darüber hinaus können Aufnahmen mit diversen Einstellmöglichkeiten der Farbkanäle und Tonwerttrennungen in graustufige Bildnisse umgewandelt werden bzw. lokale Anpassungen wie Rauschreduzierung, selektivem Weißabgleich etc. vorgenommen werden. Die Bilder können in einer Datenbank abgelegt sowie in externe Bildbearbeitungsprogramme exportiert werden.

## Historie
Am 30. November 2017 erschien Capture One Pro 11. Hier wurde das Arbeiten mit Ebenen intuitiver und übersichtlicher gestaltet, die dazugehörige Maskenfunktion um die sogenannte „Maske verfeinern“-Option erweitert, sowie eine Funktion „Anmerkungen“, die das Skizzieren von geplanten Arbeitsschritten ermöglichen. Zusätzlich wurden die Export-Möglichkeiten um einige nützliche Funktionen erweitert, die das Arbeiten mit bekannten Grafikprogrammen vereinfachen.
Zu den neuen Funktionen der im Dezember 2018 erschienenen Version zählen die Radialmaske, der Luminanzbereich sowie ein moderner wirkendes Interface.
Am 4. Dezember 2019 erschien die neue Version 20. Der Farbeditor wurde dabei erweitert und ein HDR-Werkzeug wurde ergänzt. Mit der Version 13.1.0 von Capture One 20 wurden diverse umfangreichere Anpassungen durchgeführt. Neben einem neuen Logo gab es vier Grundpakete: Ein Paket ermöglicht die Bearbeitung von RAW-Bildern aller gängiger Kameras, drei Pakete richten sich spezifisch für Anwender der Kameramodelle von Fujifilm, Sony und Nikon. Die Marken-Editionen verschwanden 2022 wieder.
Am 8. Dezember 2020 erschien die Version 21, die neben diversen überarbeiteten und verbesserten Funktion auch komplette Neuerungen enthielt, beispielsweise einen Dehaze-Regler zur Dunstentfernung, einen neuen Speed-Edit, womit per Tastenkürzel schneller bearbeitet werden kann sowie der Tatsache, dass nun auch LEICA-Kameras wie die SL2 und die S3 per Kabel vom Tethering direkt an die Software angeschlossen werden können.
Mit dem Erscheinen der Version 22 integrierte Capture One ebenfalls Tools, um Panoramen zusammenzufügen und HDR-Belichtungsreihen zu verarbeiten. Die Version 15.0, 15.1 und 15.2 sind jedoch fehlerbehaftet in den Bereichen HDR und Panorama, wenn es um Ghosting geht.
Im Jahr 2022 verschwanden spezielle Sony-, Nikon-, Canon- und Fujifilm-Editionen von Capture One, die preiswerter waren, und 2023 die kostenlosen Express-Editionen für Fujifilm und Sony. Seitdem ist nur noch Capture One Pro erhältlich.